# WebOS
webOS, còn được gọi là webOS của LG và trước đây được gọi là Open webOS, webOS HP và Palm webOS, là hệ điều hành đa nhiệm dựa trên nền tảng Linux cho các thiết bị thông minh như TV thông minh và nó đã được sử dụng làm hệ điều hành di động. Ban đầu được phát triển bởi Palm, Inc. (được Hewlett-Packard mua lại), HP đã tạo nền tảng mã nguồn mở, tại thời điểm đó nó trở thành Open webOS. Hệ điều hành sau đó được bán cho LG Electronics. Vào tháng 1 năm 2014, Qualcomm đã thông báo rằng họ đã mua lại bằng sáng chế công nghệ của HP, bao gồm tất cả các bằng sáng chế về webOS và Palm.
Các phiên bản webOS khác nhau đã được giới thiệu trên một số thiết bị kể từ khi ra mắt vào năm 2009, bao gồm điện thoại thông minh Pre, Pixi và Veer, máy tính bảng TouchPad, TV thông minh của LG từ năm 2015, tủ lạnh thông minh của LG và máy chiếu thông minh kể từ năm 2017.

## Lịch sử

### 2009–2010: Ra mắt bởi Palm
Palm ra mắt webOS, sau đó được gọi là Palm webOS, vào tháng 1 năm 2009 như là người kế thừa Palm OS. Thiết bị webOS đầu tiên là Palm Pre ban đầu, được phát hành bởi Sprint vào tháng 6 năm 2009. Palm Pixi đã theo sau. Phiên bản "Plus" được nâng cấp của cả Pre và Pixi được phát hành trên Verizon và AT & T.

### 2010–2013: Được HP mua lại; sự ra mắt của Open webOS
Vào tháng 4 năm 2010, HP mua lại Palm; webOS được mô tả bởi Leo Apotheker như một tài sản quan trọng và động lực cho việc mua lại. Việc mua lại 1,2 tỷ đô la đã hoàn thành vào tháng Sáu. HP đã chỉ ra ý định phát triển nền tảng webOS để sử dụng trong nhiều sản phẩm mới, bao gồm điện thoại thông minh, máy tính bảng và máy in.

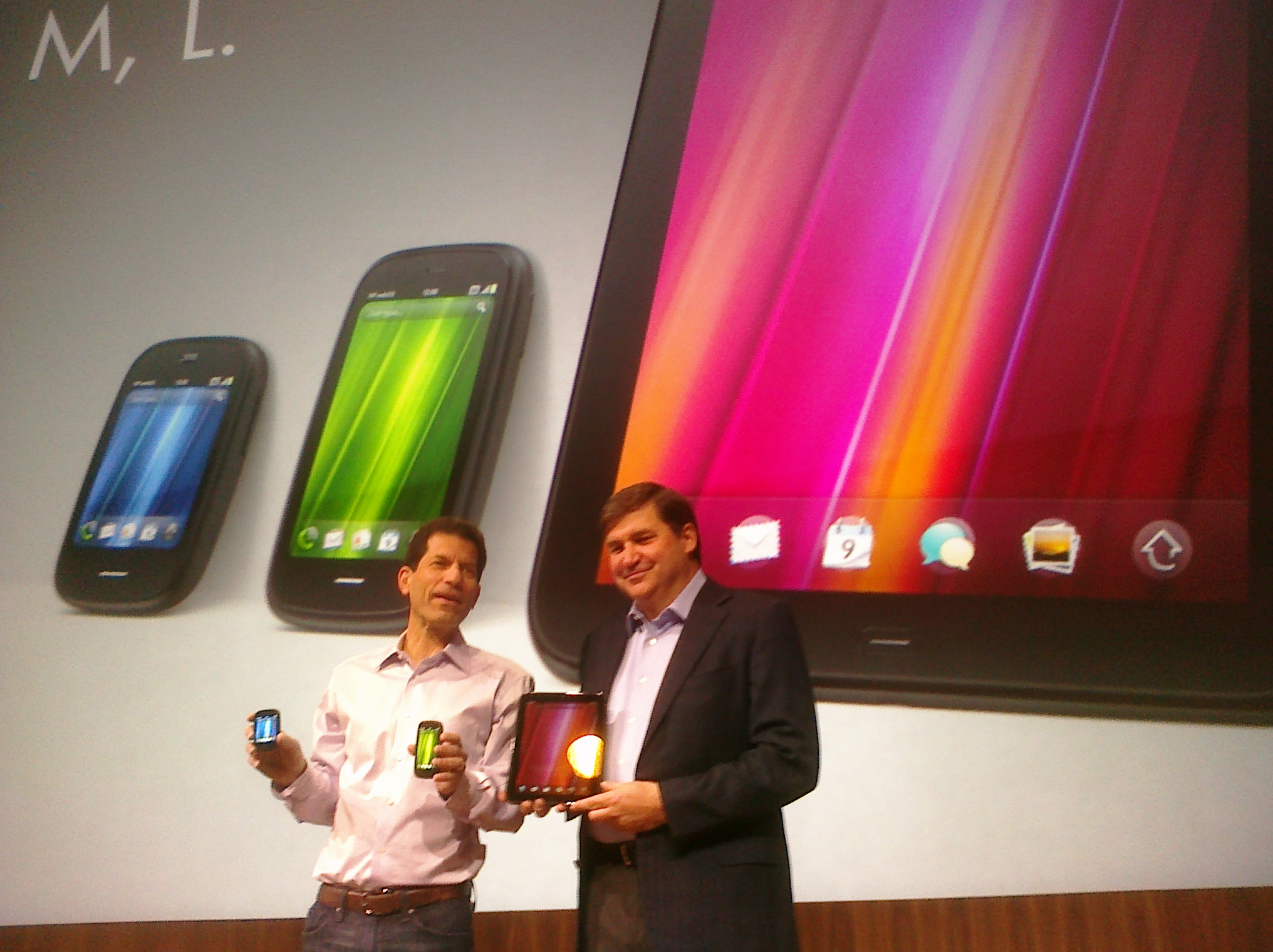
Các giám đốc điều hành HP trình diễn các thiết bị webOS trong năm 2011

Vào tháng 2 năm 2011, HP thông báo rằng nó sẽ sử dụng webOS làm nền tảng phổ quát cho tất cả các thiết bị của nó. Tuy nhiên, HP cũng đưa ra quyết định rằng Palm Pre, Palm Pixi và bản sửa đổi "Plus" sẽ không nhận được các bản cập nhật qua mạng không dây cho webOS 2.0, bất chấp cam kết trước đó về nâng cấp "trong vài tháng tới". HP đã công bố một số thiết bị webOS, bao gồm điện thoại thông minh HP Veer và HP Pre 3, chạy webOS 2.2 và HP TouchPad, một máy tính bảng được phát hành vào tháng 7 năm 2011 chạy webOS 3.0.
Vào tháng 3 năm 2011, HP đã công bố kế hoạch cho một phiên bản webOS vào cuối năm 2011 để chạy trong Windows và được cài đặt trên tất cả các máy tính để bàn và máy tính xách tay HP vào năm 2012. Không bao giờ được thực hiện, mặc dù công việc đã bắt đầu trên một nền tảng x86 xung quanh thời gian liên quan đến một nhóm ở Fort Collins, Colorado; công việc đã bị loại bỏ vào cuối năm nay.
Vào tháng 8 năm 2011, HP thông báo rằng họ quan tâm đến việc bán Nhóm Hệ thống Cá nhân của mình, chịu trách nhiệm cho tất cả các sản phẩm PC tiêu dùng của mình, bao gồm cả webOS, và các dây chuyền sản xuất và phát triển thiết bị webOS sẽ bị tạm dừng. Vẫn chưa rõ liệu HP có xem xét cấp phép phần mềm webOS cho các nhà sản xuất khác hay không. Khi HP giảm giá của Touchpad xuống 99 đô la, khoảng không quảng cáo hiện tại nhanh chóng được bán hết..
HP Pre 3 đã được tung ra tại một số khu vực ở châu Âu, và các đơn vị tại Mỹ chỉ có mặt trên các kênh không chính thức (cả AT & T và Verizon đã hủy đơn hàng của họ trước khi giao hàng sau thông báo của Apotheker (Giám đốc điều hành của HP vào thời điểm đó). Trước 3 đơn vị, đã được phát hành thông qua các kênh không chính thức, thiếu cả hai bảo hành và không có nghĩa vụ hỗ trợ từ HP, do các bộ phận gần như không thể đến được. HP thông báo sẽ tiếp tục phát hành bản cập nhật cho HP Veer và HP TouchPad, nhưng các bản cập nhật này không thành công cho bản phát hành trước và bản phát hành cuối cùng được gọi là "webOS CE" chỉ chứa các thành phần có nguồn mở của webOS dành cho những gì còn lại của cộng đồng nhà phát triển chứ không phải là trung tâm người dùng thông thường cập nhật lên hệ điều hành Phiên bản webOS HP cuối cùng, 3.0.5, được phát hành vào ngày 12 tháng 1 năm 2012.
Vào tháng 12 năm 2011, sau khi từ bỏ TouchPad và đề xuất bán HP Group Systems HP, HP đã thông báo sẽ phát hành mã nguồn webOS trong tương lai gần theo một giấy phép nguồn mở. Vào tháng 8 năm 2012, mã cụ thể cho các thiết bị hiện có đã được phát hành dưới dạng webOS Community Edition (CE), với sự hỗ trợ cho phần cứng HP hiện có. Open webOS bao gồm các thư viện nguồn mở được thiết kế để nhắm mục tiêu một phạm vi phần cứng rộng hơn. HP đổi tên đơn vị webOS thành "Gram".".
Vào tháng 2 năm 2012, HP đã phát hành Isis, một trình duyệt web mới cho Open webOS..

#### Tăng trưởng và giảm danh mục ứng dụng HP
Danh mục ứng dụng HP là một cửa hàng ứng dụng dành cho các ứng dụng dành cho thiết bị di động chạy webOS.
Vào ngày 6 tháng 6 năm 2009, webOS đã khởi chạy trên Palm Pre với 18 ứng dụng có sẵn. Số lượng ứng dụng đã tăng lên 30 vào ngày 17 tháng 6 năm 2009, với 1 triệu lượt tải xuống tích luỹ vào ngày 27 tháng 6 năm 2009; 30 ứng dụng chính thức và 31 ứng dụng không chính thức trước ngày 13 tháng 7 năm 2009; 1.000 ứng dụng chính thức trước ngày 1 tháng 1 năm 2010; 4.000 ứng dụng chính thức ngày 29 tháng 9 năm 2010; và 10,002 ứng dụng chính thức vào ngày 9 tháng 12 năm 2011.
Sau đó, số lượng ứng dụng có sẵn giảm vì nhiều ứng dụng đã bị chủ sở hữu hủy khỏi Danh mục ứng dụng. Ví dụ bao gồm các ứng dụng cho The New York Times và Pandora Radio. Sau màn hình giật gân Catalog vào ngày 11 tháng 11 năm 2014, thông báo về việc ngừng sử dụng, các máy chủ HP App Catalog đã ngừng hoạt động vĩnh viễn vào ngày 15 tháng 3 năm 2015. Số lượng ứng dụng chức năng còn lại chưa được xác định nhưng có thể thấp hơn nhiều do việc từ bỏ sắp xảy ra dự án.

### 2013 – nay: Được mua lại bởi LG; phiên bản nguồn mở đã ra mắt
Vào ngày 25 tháng 2 năm 2013, HP thông báo rằng họ đã cấp phép webOS cho LG Electronics để sử dụng trên các TV thông minh hỗ trợ web, thay thế nền tảng NetCast trước đó của họ. Theo thỏa thuận, LG Electronics được phép truy cập không giới hạn vào tài liệu, mã nguồn, nhà phát triển và tất cả các trang web liên quan. Tuy nhiên, HP vẫn sẽ tiếp tục cấp bằng sáng chế cho webOS cơ bản cũng như các dịch vụ dựa trên đám mây như Danh mục ứng dụng. Trong năm 2014, HP đã bán bằng sáng chế webOS cho Qualcomm..
Cũng như việc sử dụng nó như một hệ điều hành cho TV thông minh, LG đã mở rộng việc sử dụng nó sang các thiết bị IoT khác nhau. Như là một điểm khởi đầu, LG giới thiệu một đồng hồ thông minh hệ điều hành nền tảng LG Wearable Platform (webOS) vào đầu năm 2015. Tại CES 2017, LG đã công bố một tủ lạnh thông minh với webOS.
Vào ngày 19 tháng 3 năm 2018, LG đã công bố một phiên bản mã nguồn mở của webOS. Phiên bản này sẽ cho phép các nhà phát triển tải xuống mã nguồn miễn phí cũng như tận dụng các công cụ, hướng dẫn và diễn đàn liên quan trên trang web nguồn mở mới của mình để trở nên quen thuộc hơn với webOS và lợi ích vốn có của nó như một nền tảng thiết bị thông minh. LG hy vọng rằng điều này sẽ giúp mục tiêu thúc đẩy triết lý của nền tảng mở, quan hệ đối tác cởi mở và khả năng kết nối mở.

## Tính năng
Nền tảng di động webOS đã giới thiệu một số tính năng cải tiến, chẳng hạn như giao diện thẻ, vẫn đang được Apple, Microsoft và Google sử dụng trên các hệ điều hành iOS, Windows Phone và Android tương ứng.
| Đặc tính                 | LG webOS         | Open webOS                         | HP/Palm webOS                      |
| ------------------------ | ---------------- | ---------------------------------- | ---------------------------------- |
| Giao diện đa nhiệm       | Line cards       | Cards                              | Cards                              |
| Giao diện cử chỉ         | Magic Remote     | touch screen and physical keyboard | touch screen and physical keyboard |
| Cửa hàng ứng dụng        | LG Content Store | Không                              | HP App Catalog                     |
| Cập nhật qua không trung | Có               | Có                                 | Có                                 |
| Khám phá dịch vụ         | Connect SDK      | Không                              | ZeroConf / Touch to Share          |
| Mã nguồn mở              | Một phần         | Có                                 | Một phần                           |

### HP/Palm webOS

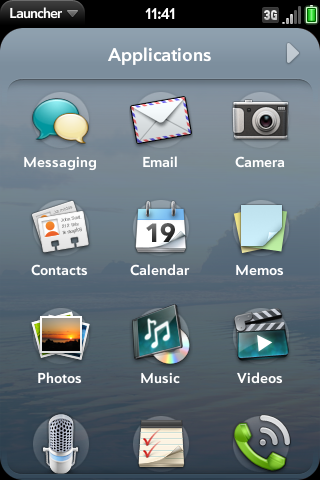
Màn hình của Palm tất Phóng (2010)

#### Giao diện đa nhiệm
Điều hướng sử dụng cử chỉ đa chạm trên màn hình cảm ứng. Giao diện sử dụng "thẻ" để quản lý đa nhiệm và đại diện cho ứng dụng. Người dùng chuyển đổi giữa các ứng dụng đang chạy với một bộ phim từ bên trái và bên phải trên màn hình. Ứng dụng bị đóng bằng cách vuốt "thẻ" lên — và "tắt" - màn hình. Ứng dụng "thẻ" có thể được sắp xếp lại cho tổ chức. webOS 2.0 giới thiệu 'ngăn xếp', trong đó các thẻ liên quan có thể được "xếp chồng lên nhau" với nhau.

#### Synergy
Palm đề cập đến việc tích hợp thông tin từ nhiều nguồn như "Synergy". Người dùng có thể đăng nhập vào nhiều tài khoản email từ các nhà cung cấp khác nhau và tích hợp tất cả các nguồn này vào một danh sách duy nhất. Các khả năng tương tự sẽ thu thập các lịch và các tin nhắn tức thì cũng như tin nhắn văn bản SMS từ nhiều nguồn.

#### Cập nhật thông qua không trung
Hệ điều hành có thể được cập nhật mà không cần kết nối với PC, thay vào đó nhận được cập nhật hệ điều hành qua kết nối mạng di động.

#### Thông báo
Khu vực thông báo nằm ở phần dưới cùng của màn hình trên điện thoại và trên khu vực thanh trạng thái trên máy tính bảng.
Trên điện thoại, khi có thông báo, nó sẽ trượt từ dưới cùng của màn hình. Do tính chất có thể thay đổi kích thước của khung ứng dụng Mojo và Enyo, ứng dụng thường tự thay đổi kích thước để cho phép sử dụng không bị cản trở trong khi thông báo được hiển thị. Sau khi thông báo trượt đi, nó thường vẫn là biểu tượng. Sau đó, người dùng có thể nhấn vào biểu tượng để mở rộng chúng. Thông báo sau đó có thể được loại bỏ (trượt khỏi màn hình), hoạt động khi (khai thác), hoặc để lại một mình.

#### Đồng bộ hóa
Theo mặc định, đồng bộ hóa dữ liệu sử dụng phương pháp dựa trên đám mây thay vì sử dụng ứng dụng khách đồng bộ hóa trên máy tính để bàn. Phiên bản đầu tiên của webOS được vận chuyển với khả năng đồng bộ hóa với phần mềm iTunes của Apple bằng cách giả mạo như một thiết bị của Apple, nhưng tính năng này đã bị vô hiệu hóa bởi các bản cập nhật phần mềm iTunes tiếp theo.

#### Ứng dụng bên thứ ba
Trên webOS của HP, các ứng dụng của bên thứ ba được cài đặt chính thức có thể truy cập được cài đặt trên thiết bị từ Danh mục ứng dụng HP.
Khi webOS của HP thay thế hệ điều hành Palm, Palm chuyển giao MotionApps để mã hóa và phát triển một trình giả lập được gọi là Classic, để cho phép tương thích ngược với các ứng dụng Palm OS. Điều này hoạt động với webOS phiên bản 1.0. Thi đua hệ điều hành Palm OS đã bị ngừng trong phiên bản WebOS 2.0. MotionApps thảnh thơi từ Classic trong năm 2010, trích dẫn HP Palm là "gây rối".
Một nguồn ứng dụng khác là phần mềm homebrew. Các ứng dụng Homebrew không được HP hỗ trợ trực tiếp. Các chương trình được sử dụng để phân phối các ứng dụng webOS homebrew bao gồm webOS Cài đặt nhanh (dựa trên Java cho máy tính để bàn) và Preware (một danh mục ứng dụng webOS homebrew, phải được cài đặt sẵn để cài đặt). Nếu vấn đề phần mềm xảy ra sau khi cài đặt các chương trình homebrew, "webOS Doctor" (do HP cung cấp) có thể khôi phục điện thoại về cài đặt gốc và xóa các thay đổi được thực hiện bởi các ứng dụng và bản vá lỗi homebrew.

### LG webOS

#### Các tính năng TV thông minh
LG đã thiết kế lại giao diện người dùng của webOS, trong khi vẫn duy trì giao diện người dùng thẻ làm tính năng được gọi là "Chuyển đổi đơn giản" giữa các ứng dụng TV. Hai tính năng khác được quảng cáo bởi công ty là kết nối đơn giản (sử dụng nhân vật hoạt hình giống như Clippy được gọi là Beanbird để hỗ trợ người dùng thông qua thiết lập) và khám phá đơn giản.

## Nền tảng
Bên dưới giao diện người dùng đồ họa, webOS có nhiều điểm chung với các bản phân phối Linux chính thống. Phiên bản 1.0 đến 2.1 sử dụng nền tảng Linux 2.6.24 đã vá.
Danh sách các thành phần nguồn mở được sử dụng bởi các phiên bản khác nhau của webOS, cũng như mã nguồn và các bản vá lỗi được áp dụng cho mỗi thành phần, có sẵn tại trang web Nguồn mở của Palm. Trang này cũng đóng vai trò như một danh sách tham chiếu về các phiên bản của webOS đã được phát hành công khai.
Năm 2011, Enyo thay thế Mojo, phát hành vào tháng 6 năm 2009, với tư cách là bộ phát triển phần mềm (SDK).

## Phần cứng

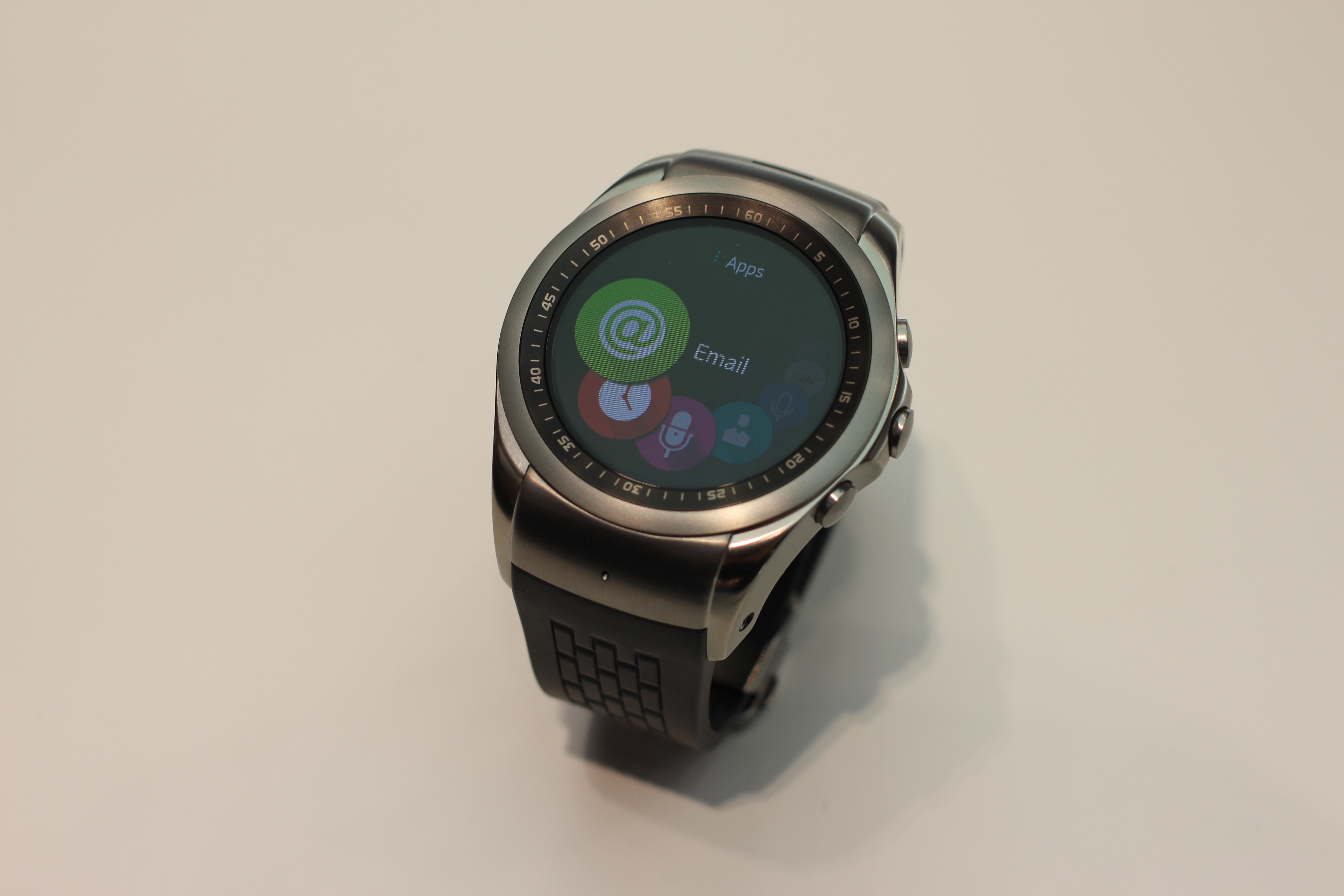
LG Watch Urbane chạy LG webOS 2.0 (dựa trên Android 7.1.1 Nougat)

| Phiên bản webOS |               | Kiểu                     | Ngày phát hành           | tài liệu tham khảo   |
| --------------- | ------------- | ------------------------ | ------------------------ | -------------------- |
| HP/Palm webOS   | Điện thoại    | Palm Pre Pre Plus        | 6/6/2009 25/01/2010      | [ 20 ]               |
| HP/Palm webOS   | Điện thoại    | Palm Pixi Pixi Plus      | 15/11/2009 7/1/2010      | [ 21 ]               |
| HP/Palm webOS   | Điện thoại    | Palm Pre 2               | 22/10/2010               | [ 22 ]               |
| HP/Palm webOS   | Điện thoại    | HP Veer                  | 18/8/2011                | [ 23 ]               |
| HP/Palm webOS   | Điện thoại    | HP Pre 3                 | ngày 18 tháng 8 năm 2011 | [ 24 ]               |
| HP/Palm webOS   | Điện thoại    | WindsorNot               | Canceled                 | [ 25 ]               |
| HP/Palm webOS   | Điện thoại    | Mako                     | Canceled                 |                      |
| HP/Palm webOS   | Máy tính bảng | HP TouchPad              | 1/7/2011                 | [ 26 ]               |
| HP/Palm webOS   | Máy tính bảng | HP TouchPad Go           | Canceled                 | [ 27 ]               |
| HP/Palm webOS   | Máy tính bảng | Sapphire                 | Canceled                 |                      |
| HP/Palm webOS   | Máy tính bảng | Twain                    | Canceled                 |                      |
| LG webOS        | Tivi          | LG smart TV models       | Varies                   | [ 28 ] [ 29 ]        |
| LG webOS        | Tivi          | LG smart laser projector | Varies                   | [ 30 ] [ 31 ]        |
| LG webOS        | Tủ lạnh       | LG smart fridge models   | Varies                   | [ 32 ] [ 33 ]        |
| LG webOS        | Đồng hồ       | LG Watch Urbane LTE      | 27/4/2015                | [ 34 ] [ 35 ] [ 36 ] |

## Cũng nhìn thấy
- Danh sách nền tảng TV thông minh và phần mềm trung gian
- Enyo
- Nền tảng di động
- Truy Cập Vào Nền Tảng Linux
- LuneOS